# Italo Romoli
Italo Romoli (Loro Ciuffenna, 14 aprile 1873 – ...) è stato un organaro italiano, attivo per lo più in Liguria.

## Biografia
Potrebbe aver appreso l'arte organaria nella città natale, Loro Ciuffenna (provincia di Arezzo), dove nella seconda metà dell'Ottocento operavano Demetrio Bruschi e Onofrio Bruschi. Nel 1896 si trasferì a Savona, diventando collaboratore di Giovanni Battista Dessiglioli, del quale proseguì l'attività.
Lasciò Savona probabilmente intorno al 1910 o poco prima per trasferirsi a Genova, dove risiedette per qualche tempo; successivamente emigrò in Francia dove forse lavorò presso la fabbrica d'organi di Charles Mutin, successore di Aristide Cavaillé-Coll. Alla morte di Charles Mutin (1931), o poco dopo, rientrò in Italia, dove lo si ritrova nel 1935 a Finalborgo e nel 1936 a Ventimiglia, dove risiedeva da pensionato. Dopo quella data se ne perdono le tracce.

### Opere
- 1904 Finalborgo (Savona), Chiesa dei Santi Antonio e Giuseppe Calasanzio.
- 1904 Loano (Savona), Confraternita di San Giovanni Battista ("dei Bianchi").
- 1905 Cosseria (Savona), Chiesa Parrocchiale di Maria Immacolata: riforma dell'organo di Pietro Perolini, 1888, op. 159.
- 1906 Calice Ligure (Savona), Parrocchiale: restauro.
- 1906 Balestrino (Savona), Chiesa parrocchiale di Sant'Andrea.
- 1906 Spotorno (Savona), Parrocchiale: riforma dell'organo Filippo Piccaluga, 1772.
- 1907 Savona, Oratorio del Cristo Risorto (progetto non realizzato).
- 1935 Finalborgo (Savona), Basilica di San Biagio: restauro.
- 1936 Ventimiglia (Imperia), Parrocchia di S. Agostino: restauro.
- s.a. Villa Faraldi, frazione Riva (Imperia), Chiesa parrocchiale di San Giorgio.